# Laurent Morlas
Laurent Morlas, nascut el 1888 i mort el 1942, és un actor de teatre i cinema francès.

## Biografia
A part de la seva trajectòria teatral i cinematogràfica que es va estendre des del 1906 fins al 1937, de Laurent Morlas en sabem molt poques coses, del qual ni tan sols sabem si és el seu cognom real o un nom artístic.
Sembla que va començar cap al 1906 amb l'únic nom de Morlas al théâtre de l'Ambigu, abans d'actuar a les províncies fins al 1912, any del seu definitiu retorn a la capital i del seu debut cinematogràfic.
El març de 1927, Morlas es va convertir en secretari general de l'Amicale des artistes cinégraphiques. Apareix per darrera vegada a la pantalla a l'únic film sonor de la seva carrera, Les Trois Mousquetaires d'Henri Diamant-Berger estrenada el desembre de 1932, per després dedicar-se totalment al teatre.
Definitivament li perdem la pista després d'un darrer paper en una obra radiofònica de Maurice Diamant-Berger emesa al Poste parisien el maig de 1937. Aleshores tenia 49 anys.
Es desconeixen les causes de la seva mort prematura als 54 anys.

## Carrera al teatre
- 1902 : Championnet, drama en 5 actes i 7 quadres de Théodore Henry, al teatre d'Angoulême (desembre)[6]
- 1906 : La Dernière torture, dramA en 1 acte d'André de Lorde, al Casino de Nîmes (25 maig)
- 1907 : Les Oberlé, obra en 5 actes d'Edmond Haraucourt basada en la novel·la de René Bazin, de gira al teatre de Caors (19 de març) i al teatre de Le Mans (octubre): le lieutenant von Farnow[7]
- 1907 : Roule-ta-Bosse, drama en 5 actes i 7 escenes de Jules Mary i Émile Rochard, al teatre de Alençon  (26 d'octubre) : le duc de Senoncourt
- 1907 : Denise, obra en 4 actes d'Alexandre Dumas (fill), al teatre d'Alençon (25 de novembre) : Fernand de Thauzette
- 1908 : Martyre !, drama en 5 actes d'Adolphe d'Ennery i Edmond Tarbé des Sablons, al teatre de Le Mans (gener)
- 1908 : La Police tolère, comèdia dramàtica en 4 actes de Louis Le Lasseur, al teatre de Ba- Ta- Clan (agost)
- 1909 : Le Grand soir, peça en 3 actes de Léopold Kampf, al teatre de Ba-Ta-Clan (10 juny) : le banquier
- 1909 : Le Chemineau, drama en 5 actes de Jean Richepin, al teatre Populaire (28 juny)
- 1910 : La Tour de Nesle, drama en 5 actes i 9 escenes d'Alexandre Dumas, a l'Eldorado-Théâtre de Lió (febrer)
- 1910 : Les Misérables, drama en 4 actes de Charles Hugo, segons la novel·la de Victor Hugo, a l'Eldorado-Théâtre de Lió (février)
- 1910 : La Fille des chiffonniers, drama en 5 actes et 8 escenes d'Anicet Bourgeois et Ferdinand Dugué, à l'Eldorado-Théâtre de Lió (març)
- 1910 : Les Cinq Sous de Lavarède, encantament en 4 actes i 21 quadres de Paul d'Ivoi, a l'Eldorado-Théâtre de Lió (abril)
- 1911 : Les Aventures de Thomas Plumepatte, drama en 5 actes i 12 escenes de Gaston Marot, al Nouveau-Théâtre de Lió (desembre)
- 1912 : Roger la Honte, drama en 5 actes i 9 escenes de Jules Mary i Georges Grisier, al Nouveau-Théâtre de Lió (gener)
- 1912 : La Voleuse d'enfants, drama en 5 actes i 6 escenes d'Eugène Grangé i Lambert Thiboust, al Nouveau-Théâtre de Lió (février)[8]
- 1912 : La Grande famille, drama militar en 6 actes d'Alexandre Arquillière, al Nouveau-Théâtre de Lió (gener)
- 1912 : Les Trois légionnaires, drama en 5 actes i 8 escenes d'Arthur Bernède i Aristide Bruant, al Nouveau-Théâtre de Lió (gener)
- 1912 : La Femme et le Pantin, peça en 4 actes de Pierre Louÿs i Pierre Frondaie, al théâtre Omnia de Rouen i al Kursaal de Lilla (març)
- 1923 : J'en pince pour la patronne, vodevil en 3 actes de Paul Murio, al teatre des Ternes (16 febrer) : Armand
- 1935 : Cendrillon, comèdia en 3 actes de Thérèse Lenôtre segons el conte de Charles Perrault, cobles d'Adhémar de Montgon, al théâtre national populaire : le coiffeur / l'intendant
- 1937 : Un grand procès en cour d'Assises, peça radiofònica de Maurice Diamant-Berger a le Poste Parisien (22 maig)[9]

## Carrera al cinema
- 1912 : Les Noces siciliennes, de Louis Feuillade
- 1913 : L'Écrin du Rajah, de Louis Feuillade : Bellinger
- 1913 : Les Chasseurs de lions, de Louis Feuillade
- 1913 : Juve contre Fantômas, de Louis Feuillade
- 1913 : L'Agonie de Byzance, de Louis Feuillade
- 1913 : Au gré des flots, de Louis Feuillade : Maurra
- 1913 : Un drama au Pays basque, de Louis Feuillade : un rôdeur
- 1913 : L'Heure fatale, de Jean Durand
- 1913 : Le Baiser rouge, film en 2 parts : Chacun pour sa patrie i Le Sacrifice au mourant, de Georges-André Lacroix : Boris
- 1913 : L'Enfant sur les flots, film en 2 parts : La Séquestrée i Une toute petite Hollandaise, de Georges-André Lacroix
- 1914 : La Mariquita, d'Henri Fescourt : un mineur au Cap
- 1914 : Fantômas contre Fantômas / Le Policier apache, film en 4 parties de Louis Feuillade : l'apache Paulet
- 1914 : L'Homme qui vola, de Maurice Mariaud : Pierre Moras
- 1914 : Les Pâques rouges, de Louis Feuillade
- 1914 : L'Enfant de la roulotte, de Louis Feuillade
- 1914 : L'Oiseau brisé, de Georges-André Lacroix : Roland Janson
- 1914 : Le Faux magistrat, film en 6 épisodes de Louis Feuillade : Nestor
- 1914 : Severo Torelli, de Louis Feuillade : un ami de Severo
- 1914 : Le Coffret de Tolède de Louis Feuillade
- 1914 : La Neuvaine, de Louis Feuillade
- 1914 : Le Temps des cerises / Au temps des cerises, de René Le Somptier
- 1914 : La Lettre, de René Le Somptier
- 1914 : Les Petits sabots de Hans, conte de nadal d’un director anònim[10][11][12]
- 1914 : La Gitanella, de Louis Feuillade
- 1915 : La Petite Andalouse, de Louis Feuillade
- 1915 : Les Vampires, film en 10 episodis de Louis Feuillade : le capitaine des Hussards napoléonien
- 1916 : Le Roi de la montagne, de Léonce Perret : le bandit Pietro
- 1916 : La Fiancée du diable, de Léonce Perret
- 1919 : L'Homme sans visage, de Louis Feuillade
- 1919 : Barrabas, film en 12 episodis de Louis Feuillade : Laugier[13]
- 1920 : L'Empire du diamant / The Empire of Diamonds, de Léonce Perret : le chimiste Endersen[14]
- 1921 : Le Démon de la haine / The Money Maniac, de Léonce Perret
- 1921 : L'Echéance finale, d'Alexandre Volkoff : le frère de Gaston
- 1921 : L'Aviateur masqué, de Robert Péguy : Prosper Mézenc
- 1921 : Parisette, de Louis Feuillade : Joaquin de Costabella
- 1922 : L'Aiglonne, d'Émile Keppens et René Navarre : Desmaretz[15]
- 1922 : Le Fils du Flibustier, de Louis Feuillade
- 1922 : La Loupiote, de Georges Hatot : Maxime
- 1923 : Kœnigsmark, de Léonce Perret : Monsieur de Bernhardt
- 1924 : Violettes impériales, d'Henry Roussel
- 1924 : Kean ou Désordre et génie, d'Alexandre Volkoff
- 1924 : Le Secret d'Alta Rocca, d'André Liabel
- 1925 : Madame Sans-Gêne, de Léonce Perret : Corso
- 1927 : Napoléon vu par Abel Gance, d'Abel Gance : un officier de la Garde impériale
- 1927 : Genêt d'Espagne, de Rainer Gérard-Ortvin[16]
- 1927 : Le Joueur d'échecs, de Raymond Bernard
- 1932 : Les Trois Mousquetaires, d'Henri Diamant-Berger